# Fuerte de La Mamora
El fuerte de La Mamora, también conocido como fuerte San Miguel de Ultramar o qasba Mulay Ismaíl es una fortificación de origen español del siglo XVII situada en Mehdía en la provincia de Kenitra en Marruecos.

## Historia
Mandada edificar bajo el reinado de Felipe III tras la toma de La Mamora de 1614 para asegurar el tránsito de la flota de Indias. Se descartó la rehabilitación de una fortificación existente en la orilla norte del río y las obras comenzaron de inmediato, cavándose las trincheras y colocándose la tablazón. Esta obra de nueva planta constituye el último trabajo del ingeniero Cristóbal de Rojas. El presidio de La Mamora lo comprendía el castillo pentagonal de San Felipe, además de murallas, almacenes, torres, iglesia, hospital, caballerías y residencia de la guarnición. Fallecido Lechuga, el proyecto fue continuado por el ingeniero Juan de Médicis y Alemanni y esta edificación en una plaza considerada estratégica se benefició del dominio sobre la artillería y fortificaciones de Cristóbal Lechuga, que fue su primer alcaide gobernador. Su aprovisionamiento se realizaba, al igual que para Larache, desde El Puerto de Santamaría gracias a la capacidad logística del VII duque de Medina Sidonia.
En 1681, tras rendirse la plaza, fue ocupado por Mulay Ismaíl, cuyo nombre toma en la actualidad.
La decadencia de Mehdía a finales del siglo XVIII supuso que la fortificación quedara sin uso.
Fue ocupada brevemente por los franceses a principios del siglo XX.

## Descripción
En la actualidad se conservan los muros exteriores de lo que fuera el castillo de San Felipe, observándose los tres baluartes de la zona sur y la  fortificación al este, la puerta de acceso y algunas edificaciones como la iglesia, ahora mezquita. Situada en una ladera, a mediados del siglo XX el reducto circular cercano a la playa todavía conservaba la techumbre. 